# Philibert de Bade
Philibert de Bade, né le 22 janvier 1536 à Baden-Baden, décédé le 3 octobre 1569 à Moncontour.
Il fut margrave de Bade-Bade de 1554 à 1569.

## Famille
Fils de Bernard IV de Bade et de Françoise de Luxembourg.
Philibert de Bade épousa le 17 janvier 1557 Mathilde de Bavière (1532-1565), (fille de Guillaume IV de Bavière), (Maison de Wittelsbach). Cinq enfants sont nés de cette union :
- Jacqueline de Bade (en) (1558-1597), en 1585, elle épousa Jean-Guillaume de Clèves (1562-1609)
- Anne-Marie de Bade (1562-1583), en 1578 elle épousa Guillaume de Rosenberg (mort en 1592)
- Marie de Bade (1563-1600), en 1584 elle épousa le landgrave Georges de Leuchtenberg (1550-1613)
- Philippe II de Bade, margrave de Bade-Bade
- un fils (1565-1565)

## Biographie
Philibert de Bade appartient à la première branche de la Maison de Bade issue elle-même de la première branche de la maison de Zähringen, et à la lignée de Baden-Baden dite lignée Bernardine éteinte en 1771. Philibert de Bade passa une partie de sa jeunesse à la Cour du duc Guillaume V de Bavière. Son futur beau-père fut un fervent catholique, il fit venir les jésuites dans son duché.
Le 25 septembre 1555, Philibert de Bade prit part à la signature de la paix d'Augsbourg. En 1565, avec quinze cents hommes, Philibert de Bade voulut porter secours aux huguenots français, mais l'empereur Maximilien II du Saint-Empire le lui déconseilla. Revenant sur sa décision, il participa en Hongrie, aux côtés de l'empereur, à l'expédition engagée contre le sultan Soliman Ier.
En 1569, alors qu'il combattait les Huguenots aux côtés de Charles IX de France, Philibert de Bade fut tué le 3 octobre 1569 à la bataille de Montcontour. 
Selon les déclarations de son ami Heinrich von Stein, Philibert de Bade aurait quitté le champ de bataille sain et sauf, les Huguenots l'auraient emmené près de la frontière espagnole où ils le retinrent captif et l'assassinèrent.
À sa mort, ses enfants furent recueillis par Albert V de Bavière.